# Râul Tsiribihina

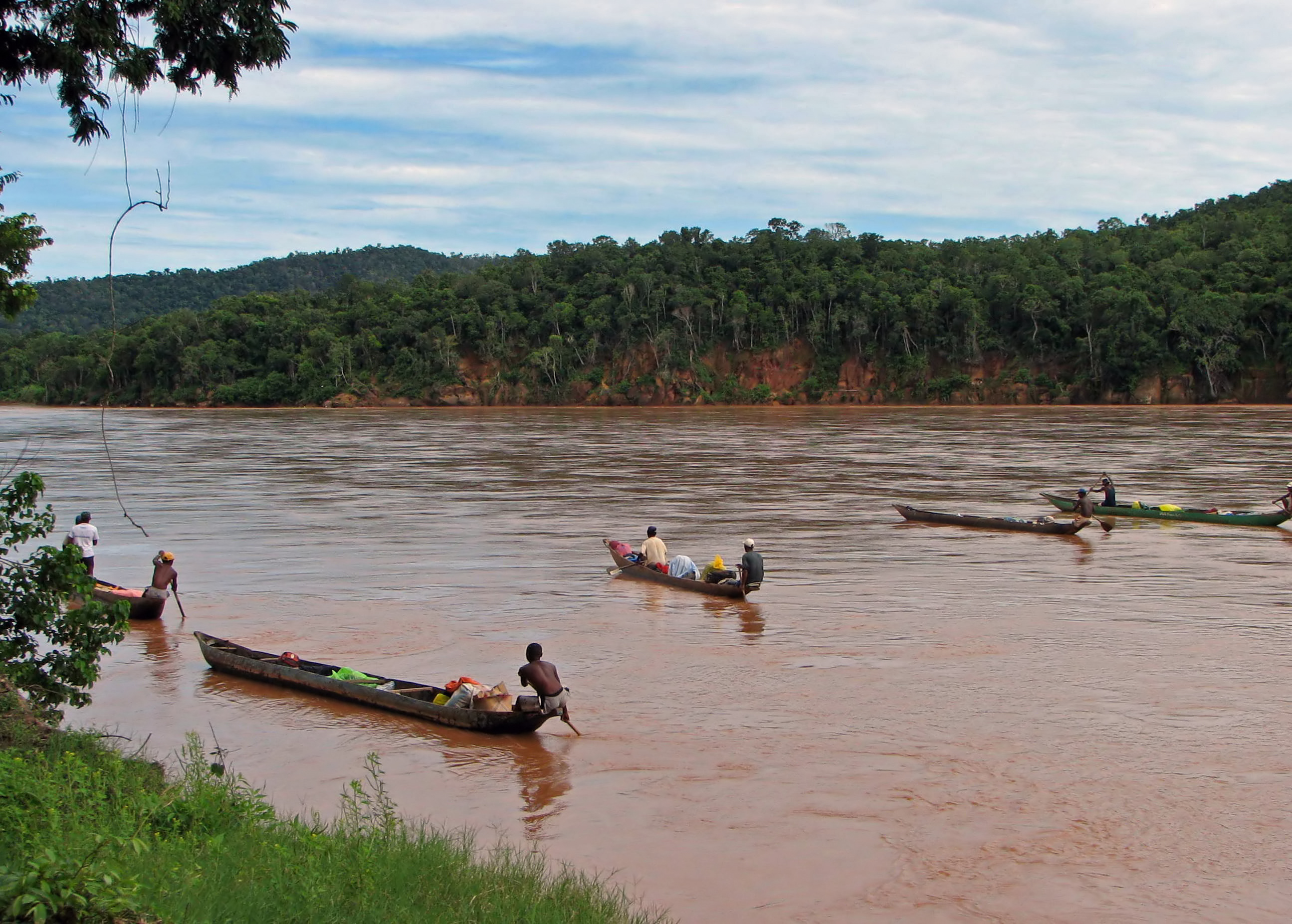
Pirogi pe râul Tsiribihina

Râul Tsiribihina este un râu din vestul Madagascarului.
Principalii afluenți sunt râurile Sakeny, Mahajilo, Manandaza și Mania.
Gura râului Tsiribinha este aproape de Belon'i Tsiribihina în canalul Mozambic. Există mangrove la gura râului.
Bazinul său are o suprafață de 49.800 km2 . 7,025 km2 se află în bazinul râului Sakeny, 14,500 km2 în cel al râului Mahajilo și 18,565 km2 în cel al râului Mania.